# Olympische Jugend-Sommerspiele 2014/Badminton (Herreneinzel)
Bei den Olympischen Jugend-Sommerspielen 2014 in der chinesischen Metropole Nanjing wurde ein Wettbewerb im Badminton-Herreneinzel ausgetragen.
Die Wettbewerbe fanden vom 17. bis zum 22. August im Nanjing Sport Institute statt.

## Ergebnisse

### Gruppenphase

#### Gruppe A
| Platz | Name            | Spiele | gew. | verl. | Sätze gew. | Sätze verl. | Punkte gew. | Punkte verl. |
| ----- | --------------- | ------ | ---- | ----- | ---------- | ----------- | ----------- | ------------ |
| 1     | Shi Yuqi        | 2      | 2    | 0     | 4          | 0           | 84          | 46           |
| 2     | Seo Seung-jae   | 2      | 1    | 1     | 2          | 2           | 68          | 65           |
| 3     | Bernard Ong     | 2      | 0    | 2     | 0          | 4           | 43          | 84           |
| 4     | Abraham Ayittey | －     | －   | －    | －         | －          | －          | －           |

| Nr. | Datum            | Ergebnis                      | Ergebnis | Ergebnis | Ergebnis | Ergebnis |
| --- | ---------------- | ----------------------------- | -------- | -------- | -------- | -------- |
| 1   | 17. August 10:45 | Seo Seung-jae Bernard Ong     | 21 12    | 21 11    |          |          |
| 2   | 17. August 13:07 | Shi Yuqi Abraham Ayittey      |          |          |          | kampflos |
| 3   | 18. August 10:10 | Seo Seung-jae Abraham Ayittey | 21 15    | 21 11    |          |          |
| 4   | 18. August 15:50 | Bernard Ong Abraham Ayittey   |          |          |          | kampflos |
| 5   | 19. August 15:15 | Shi Yuqi Bernard Ong          | 21 9     | 21 11    |          |          |
| 6   | 19. August 15:50 | Seo Seung-jae Abraham Ayittey |          |          |          | kampflos |

#### Gruppe B
| Platz | Name            | Spiele | gew. | verl. | Sätze gew. | Sätze verl. | Punkte gew. | Punkte verl. |
| ----- | --------------- | ------ | ---- | ----- | ---------- | ----------- | ----------- | ------------ |
| 1     | Max Weißkirchen | 3      | 3    | 0     | 6          | 1           | 138         | 110          |
| 2     | Tanguy Citron   | 3      | 2    | 1     | 5          | 3           | 160         | 142          |
| 3     | Andraž Krapež   | 3      | 1    | 2     | 3          | 5           | 133         | 157          |
| 4     | Alex Vlaar      | 3      | 0    | 3     | 1          | 6           | 119         | 141          |

| Nr. | Datum            | Ergebnis                      | Ergebnis | Ergebnis | Ergebnis | Ergebnis |
| --- | ---------------- | ----------------------------- | -------- | -------- | -------- | -------- |
| 1   | 17. August 09:35 | Tanguy Citron Alex Vlaar      | 21 16    | 22 20    |          |          |
| 2   | 17. August 09:35 | Max Weißkirchen Andraž Krapež | 21 12    | 21 13    |          |          |
| 3   | 18. August 10:45 | Max Weißkirchen Tanguy Citron | 12 21    | 21 16    | 21 19    |          |
| 4   | 18. August 10:45 | Andraž Krapež Alex Vlaar      | 14 21    | 21 14    | 21 19    |          |
| 5   | 19. August 09:00 | Tanguy Citron Andraž Krapež   | 19 21    | 21 14    | 21 17    |          |
| 6   | 19. August 15:50 | Max Weißkirchen Alex Vlaar    | 21 17    | 21 12    |          |          |

#### Gruppe C
| Platz | Name              | Spiele | gew. | verl. | Sätze gew. | Sätze verl. | Punkte gew. | Punkte verl. |
| ----- | ----------------- | ------ | ---- | ----- | ---------- | ----------- | ----------- | ------------ |
| 1     | Cheam June Wei    | 3      | 3    | 0     | 6          | 0           | 126         | 73           |
| 2     | Mek Narongrit     | 3      | 2    | 1     | 4          | 3           | 123         | 113          |
| 3     | Muhammed Ali Kurt | 3      | 1    | 2     | 3          | 4           | 108         | 133          |
| 4     | Dipesh Dhami      | 3      | 0    | 3     | 0          | 6           | 89          | 127          |

#### Gruppe D
| Platz | Name               | Spiele | gew. | verl. | Sätze gew. | Sätze verl. | Punkte gew. | Punkte verl. |
| ----- | ------------------ | ------ | ---- | ----- | ---------- | ----------- | ----------- | ------------ |
| 1     | Aditya Joshi       | 3      | 3    | 0     | 6          | 0           | 126         | 95           |
| 2     | Phạm Cao Cường     | 3      | 2    | 1     | 4          | 2           | 122         | 99           |
| 3     | Dragoslav Petrović | 3      | 1    | 2     | 2          | 4           | 108         | 116          |
| 4     | Ruslan Sarsekenov  | 3      | 0    | 3     | 0          | 6           | 80          | 126          |

#### Gruppe E
| Platz | Name                  | Spiele | gew. | verl. | Sätze gew. | Sätze verl. | Punkte gew. | Punkte verl. |
| ----- | --------------------- | ------ | ---- | ----- | ---------- | ----------- | ----------- | ------------ |
| 1     | Kanta Tsuneyama       | 3      | 3    | 0     | 6          | 0           | 126         | 54           |
| 2     | Luís Enrique Peñalver | 3      | 2    | 1     | 4          | 2           | 108         | 99           |
| 3     | Krzysztof Jakowczuk   | 3      | 1    | 2     | 2          | 4           | 101         | 99           |
| 4     | Daniel Mihigo         | 3      | 0    | 3     | 0          | 6           | 43          | 126          |

#### Gruppe F
| Platz | Name                          | Spiele | gew. | verl. | Sätze gew. | Sätze verl. | Punkte gew. | Punkte verl. |
| ----- | ----------------------------- | ------ | ---- | ----- | ---------- | ----------- | ----------- | ------------ |
| 1     | Anthony Ginting               | 3      | 3    | 0     | 6          | 0           | 128         | 61           |
| 2     | Sachin Dias                   | 3      | 2    | 1     | 4          | 2           | 115         | 77           |
| 3     | Abdelrahman Abdelhakim        | 3      | 1    | 2     | 2          | 4           | 82          | 106          |
| 4     | Devins Nestar Mananga Nzoussi | 3      | 0    | 3     | 0          | 6           | 45          | 126          |

#### Gruppe G
| Platz | Name                | Spiele | gew. | verl. | Sätze gew. | Sätze verl. | Punkte gew. | Punkte verl. |
| ----- | ------------------- | ------ | ---- | ----- | ---------- | ----------- | ----------- | ------------ |
| 1     | Lee Cheuk Yiu       | 3      | 3    | 0     | 6          | 0           | 126         | 88           |
| 2     | Wladimir Schischkow | 3      | 1    | 2     | 3          | 4           | 115         | 138          |
| 3     | Wolfgang Gnedt      | 3      | 1    | 2     | 3          | 5           | 147         | 150          |
| 4     | Daniel Guda         | 3      | 1    | 2     | 2          | 5           | 125         | 137          |

#### Gruppe H
| Platz | Name               | Spiele | gew. | verl. | Sätze gew. | Sätze verl. | Punkte gew. | Punkte verl. |
| ----- | ------------------ | ------ | ---- | ----- | ---------- | ----------- | ----------- | ------------ |
| 1     | Lin Guipu          | 3      | 3    | 0     | 6          | 1           | 142         | 115          |
| 2     | Lu Chia-hung       | 3      | 2    | 1     | 5          | 2           | 135         | 103          |
| 3     | Ygor Coelho        | 3      | 1    | 2     | 2          | 4           | 103         | 119          |
| 4     | Luis Ramón Garrido | 3      | 0    | 3     | 0          | 6           | 83          | 126          |

### Endrunde
|  | Viertelfinale | Viertelfinale   | Viertelfinale | Viertelfinale | Viertelfinale |          |                 | Halbfinale | Halbfinale | Halbfinale | Halbfinale | Halbfinale |  |  | Finale | Finale | Finale | Finale | Finale |
|  |               |                 |               |               |               |          |                 |            |            |            |            |            |  |  |        |        |        |        |        |
|  | A[1]          | Shi Yuqi        | 21            | 21            |               |          |                 |            |            |            |            |            |  |  |        |        |        |        |        |
|  | B[5/8]        | Max Weißkirchen | 8             | 15            |               |          |                 |            |            |            |            |            |  |  |        |        |        |        |        |
|  | B[5/8]        | Max Weißkirchen | 8             | 15            | 1             | Shi Yuqi | 21              | 24         |            |            |            |            |  |  |        |        |        |        |        |
|  |               |                 |               |               |               | Shi Yuqi | 21              | 24         |            |            |            |            |  |  |        |        |        |        |        |
|  |               |                 | Aditya Joshi  | 10            | 22            |          |                 |            |            |            |            |            |  |  |        |        |        |        |        |
|  | C[3/4]        | Cheam June Wei  | Aditya Joshi  | 10            | 22            | 22       | 18              | 12         |            |            |            |            |  |  |        |        |        |        |        |
|  | C[3/4]        | Cheam June Wei  |               |               |               |          |                 | 12         |            |            |            |            |  |  |        |        |        |        |        |
|  | D             | Aditya Joshi    | 20            | 21            | 21            |          |                 |            |            |            |            |            |  |  |        |        |        |        |        |
|  |               |                 |               |               |               |          | 1               | Shi Yuqi   | 21         | 21         |            |            |  |  |        |        |        |        |        |
|  |               | 2               | Lin Guipu     | 15            | 19            |          |                 |            |            |            |            |            |  |  |        |        |        |        |        |
|  | E[5/8]        | Kanta Tsuneyama | 8             | 21            | 12            |          |                 |            |            |            |            |            |  |  |        |        |        |        |        |
|  | F[3/4]        | Anthony Ginting | 21            | 14            | 21            |          |                 |            |            |            |            |            |  |  |        |        |        |        |        |
|  | F[3/4]        | Anthony Ginting | 21            | 14            | 21            | 3/4      | Anthony Ginting | 21         | 19         | 17         |            |            |  |  |        |        |        |        |        |
|  |               |                 |               |               |               | 3/4      | Anthony Ginting | 21         | 19         | 17         |            |            |  |  |        |        |        |        |        |
|  |               | 2               | Lin Guipu     | 19            | 21            | 21       |                 |            |            |            |            |            |  |  |        |        |        |        |        |
|  | G[5/8]        | 2               | Lin Guipu     | 19            | 21            | 21       | Lee Cheuk Yiu   | 18         | 16         |            |            |            |  |  |        |        |        |        |        |
|  | G[5/8]        |                 |               |               |               |          | Lee Cheuk Yiu   | 18         | 16         |            |            |            |  |  |        |        |        |        |        |
|  | H[2]          | Lin Guipu       | 21            | 21            |               |          |                 |            |            |            |            |            |  |  |        |        |        |        |        |